# Nút dẹt

Nút dẹt có hai đầu dây ngắn nằm cùng phía nhau

Nút ăn trộm có hai đầu dây ngắn nằm ở hai phía đối nghịch

Nút dẹt hay nút kép (reef knot/square knot) là một nút dây đơn giản và thông dụng, được dùng để thắt hai đầu của một sợi dây để giữ chặt một vật. Nút này giống như nút ăn trộm hay còn gọi là nút đầu bò, trừ hai đầu dây ngắn ở ngay chỗ thắt nằm cùng một phía (Xem hình để thấy rõ sự khác nhau).

## Công dụng
Thường thường được dùng để băng vết thương bằng vải hay là dùng để buộc dây giày. Đây là một trong các nút dây đơn giản được sử dụng thường xuyên trong hướng đạo.

## Cách thắt nút dẹt
1. Mỗi tay nắm giữ một đầu của sợi dây. Đưa đầu dây trái lên trên đầu dây phải rồi luồn xuống dưới.
2. Đầu dây phải đưa lên trên đầu dây trái rồi luồn xuống dưới.
3. Kéo 2 đầu dây chặt lại tạo thành nút dẹt.